# Pujols (Gironde)
Pujols (okzitanisch: Pujòus) ist eine französische Gemeinde mit 522 Einwohnern (Stand 1. Januar 2022) im Département Gironde in der Region Nouvelle-Aquitaine (vor 2016: Aquitanien). Sie gehört zum Arrondissement Libourne und zum Kanton Les Coteaux de Dordogne. Die Einwohner werden Pujolais genannt.

## Lage
Pujols liegt etwa 43 Kilometer östlich von Bordeaux und etwa 20 Kilometer südöstlich von Libourne am Fluss Escouach in der Weinbauregion Entre deux mers. Umgeben wird Pujols von den Nachbargemeinden Mouliets-et-Villemartin im Norden, Doulezon im Osten und Südosten, Ruch im Süden, Bossugan im Südwesten sowie Saint-Pey-de-Castets im Westen.

## Bevölkerungsentwicklung
| Jahr                       | 1962 | 1968 | 1975 | 1982 | 1990 | 1999 | 2011 | 2020 |
| Einwohner                  | 580  | 534  | 465  | 517  | 573  | 604  | 595  | 526  |
| Quellen: Cassini und INSEE |      |      |      |      |      |      |      |      |

## Sehenswürdigkeiten
- Kirche Saint-Pierre aus dem 13./14. Jahrhundert, Monument historique seit 1846
- Schloss aus dem 14./15. Jahrhundert, Monument historique seit 1925

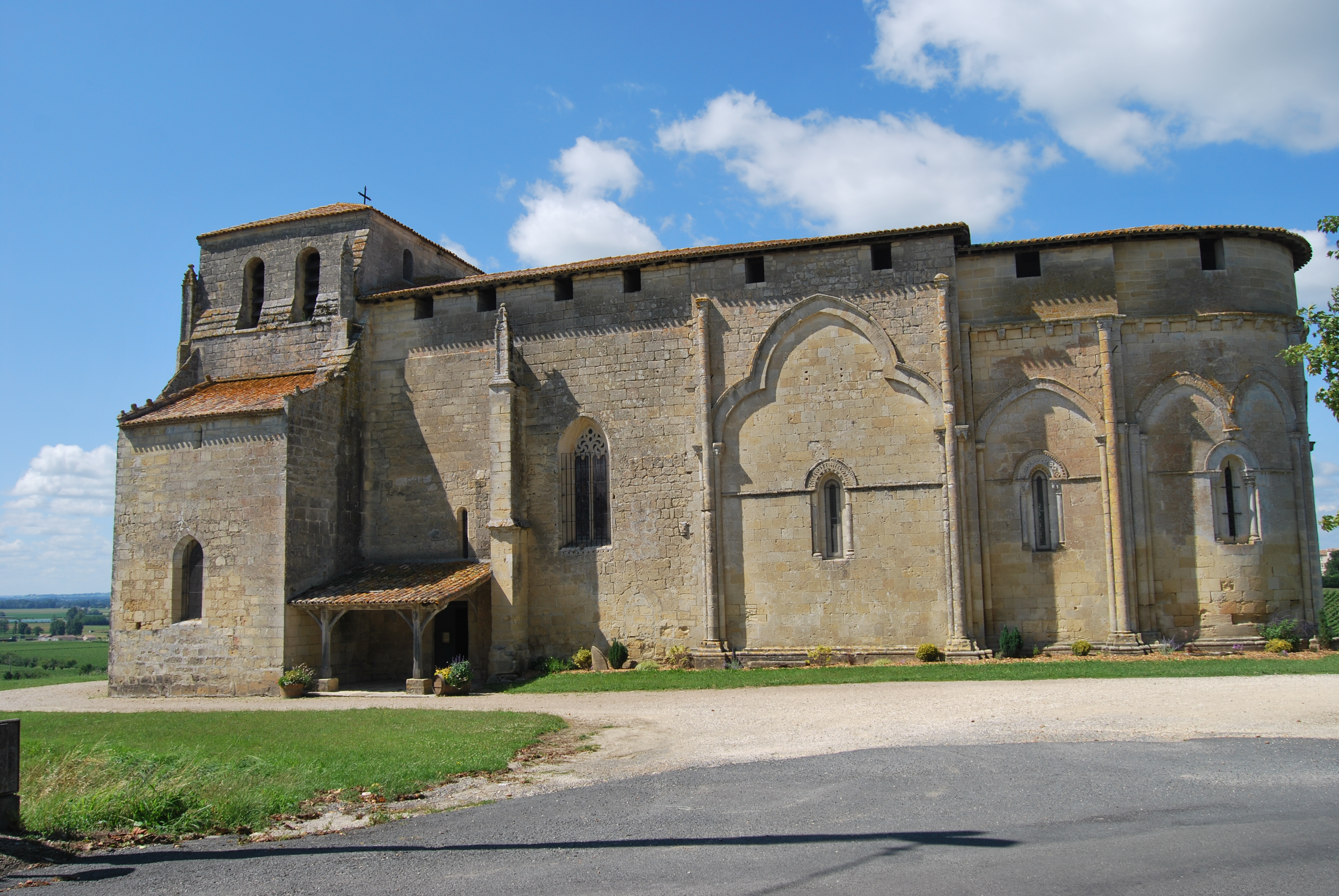
Kirche Saint-Pierre
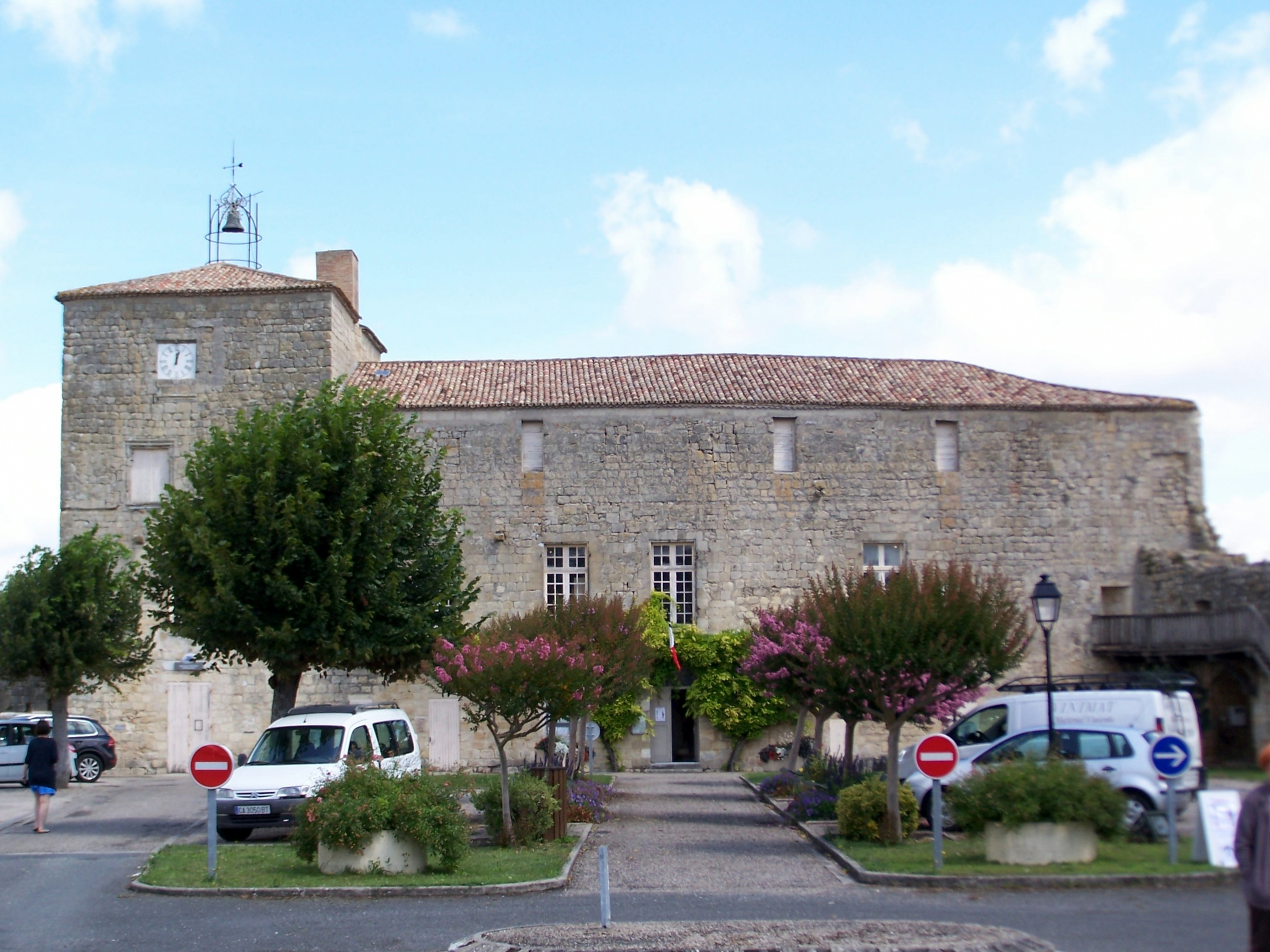
Schloss Pujols
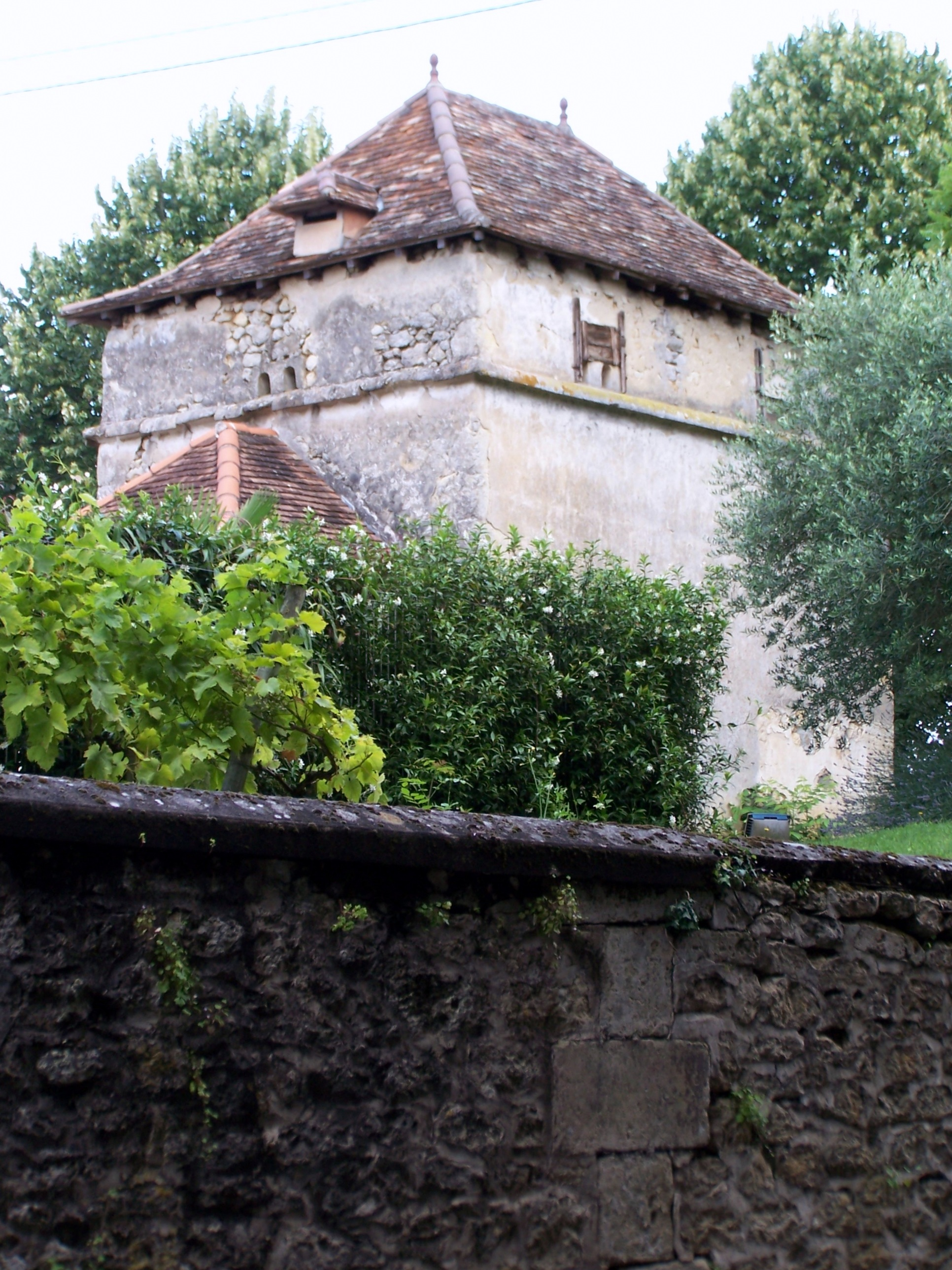
Taubenturm
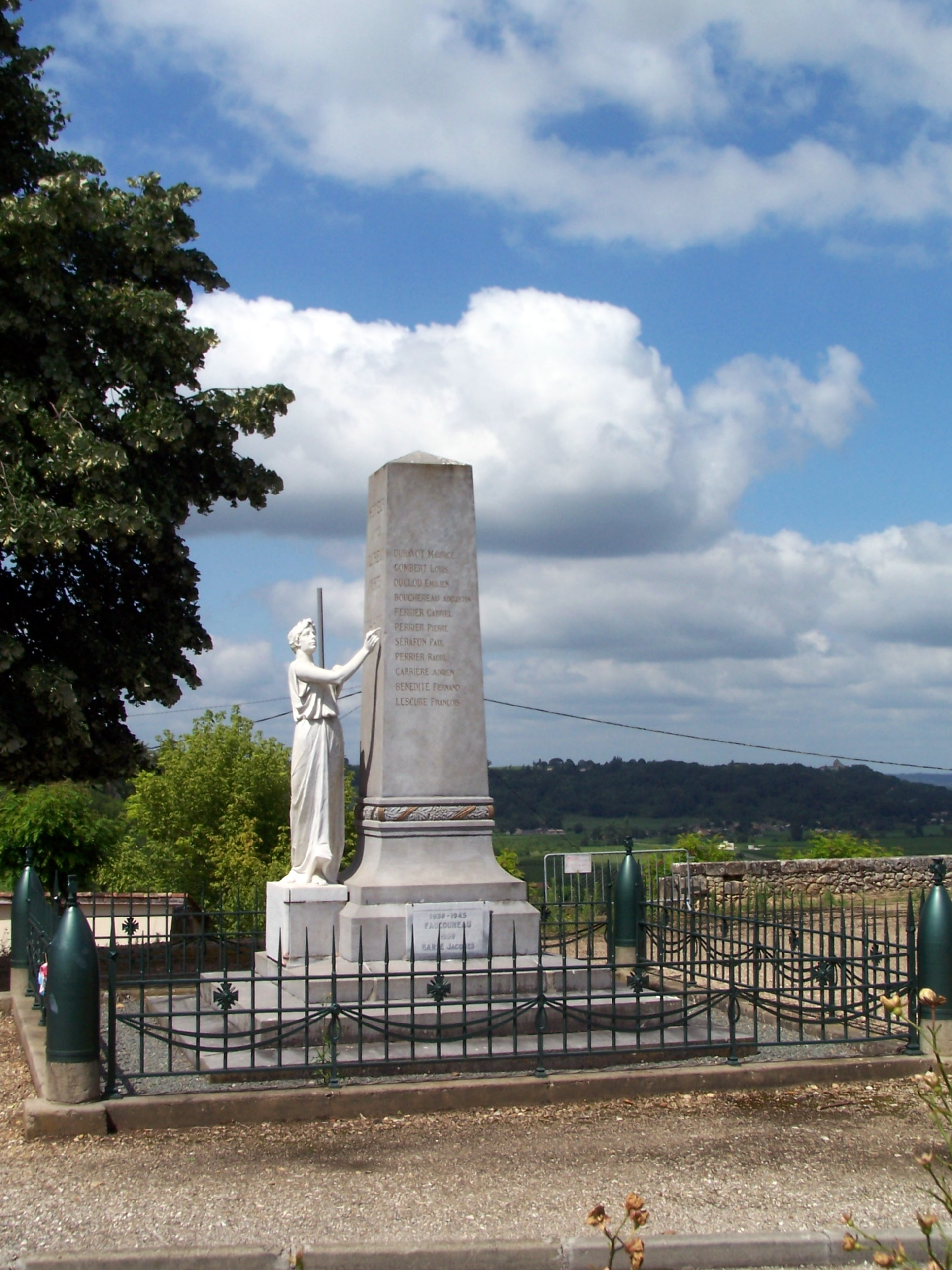
Gefallenendenkmal

## Persönlichkeiten
- Charles Platon (1886–1944), Admiral, Politiker, als Staatssekretär Mitglied des Vichy-Regimes